# Chabur

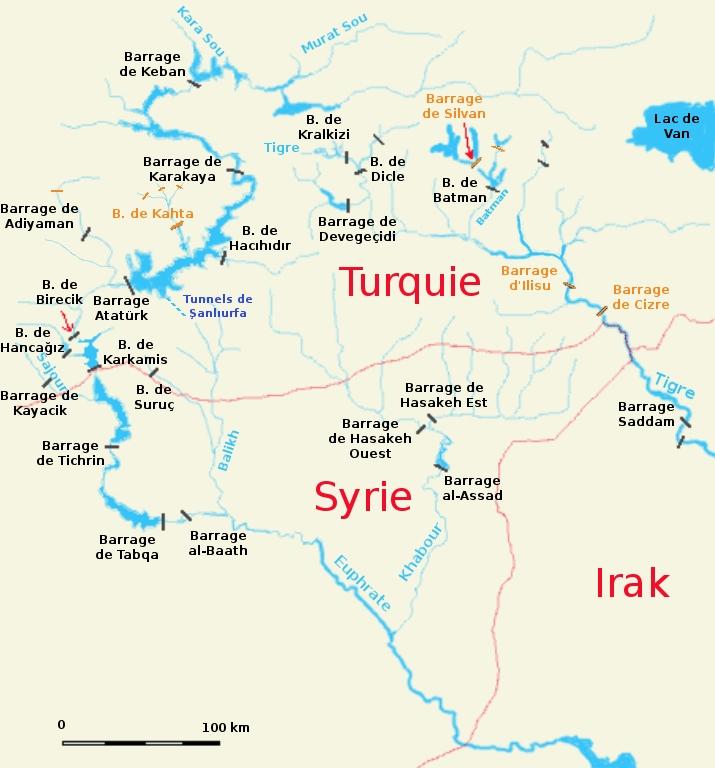
Mapa Turcji, Syrii i Iraku z zaznaczonym położeniem rzeki Chabur (Khabour)

Chabur, też Nahr al-Chabur (arab. Nahr al-Khābūr, tur. Habur Nehri) – rzeka we wschodniej Syrii, Turcji i Iraku, lewy dopływ Eufratu.
Dawniej rzekę Chabur utożsamiano z rzeką Kebar, wspominaną w Księdze Ezechiela jako miejsce ukazania się Ezechielowi chwały Bożej. Obecnie jednak Kebar identyfikuje się raczej z kanałem Ka-ba-ru w okolicach Nippur.